# لشکر امنیت (ورماخت)
لشکر امنیت (به آلمانی: Sicherungs-Divisionen) به یگان‌هایی در سطح لشکر در نیروی زمینی آلمان در دوره رایش سوم گفته می‌شد که مسئولیت امور امنیتی در پشت خطوط مقدم در مناطق عملیاتی را بر عهده داشتند.

## وظایف
فرماندهی عالی نیروی زمینی آلمان ماه مارس سال ۱۹۴۱ با صدور سندی تحت عنوان "دستورالعمل آموزش لشکرهای امنیت" به شرح وظایف این لشکرها در شوروی پرداخت. این وظایف شامل حفاظت از مراکز تدارکاتی و مسیر ترابری، تامین فرودگاه‌ها و انبارهای تدارکاتی، مراقبت و انتقال اسرای جنگی و نظم‌بخشی به آمد و شد خودروها بود. برخی یگان‌های این لشکرها همچنین از شهرها و روستاهای خاصی محافظت‌ می‌کردند.

## توان و سازمان
در مجموع ۹ لشکر امنیت به نیروهای آلمانی حاضر در جبهه شرقی جنگ جهانی دوم تعلق گرفته بود. هر گروه ارتش سه لشکر امنیت در اختیار داشت. لشکرهای امنیت در نواحی پشت خطوط مقدم گروه ارتش‌ها مستقر می‌شدند. این لشکرها بسیار کوچک‌تر از لشکرهای پیاده‌نظام ورماخت که معمولا ۱۵ تا ۱۸ هزار نفر داشتند، بودند. درحالیکه که لشکرهای پیاده‌نظام هر یک شامل ۳ هنگ می‌شدند، لشکرهای امنیت تنها ۲ هنگ داشتند.
کمبود نیروی انسانی در اثر تلفات وارد آمده در کنار گستردگی اراضی تحت نظارت هر لشکر سبب می‌شد مسئولیت مستقیم اداره امور روزانه اجتماعی، سیاسی و اقتصادی همچون حفظ نظم عمومی، جمع‌آوری محصولات زراعی و نظم‌بخشی به ترافیک به افراد غیر نظامی محلی سپرده شود که عموما کیفیت عملکرد پایینی نشان می‌دادند.
لشکرهای امنیت جهت اجرای وظایف خود از سایر یگان‌ها درخواست پشتیبانی می‌نمودند. یگان توپخانه و مهندسی و یک یگان پلیس نظامی در اختیار هر لشکر بود. کمک‌های زیادی نیز نیروهای پلیس دریافت می‌شد.

## فرماندهی
افسر عملیات (Ia) در لشکر امنیت مسئول امور عمومی امنیتی و عملیات‌های ویژه ضد مارتیزانی بود. افسر تدارکات (Ib) این لشکرها گزارش‌های ارائه شده توسط زیر بخش‌های مختلف لشکر شامل دادگاه لشکر، پلیس نظامی و دفاتر ترابری، تدارکاتی و اداری را جمع‌آوری می‌نمود. افسر اطلاعات (Ic) به مسائل مربوط به حالات مردم حوزه استحفاظیه لشکر، تبلیغات و امور اوقات فراقت و رفاه معنوی نیروها می‌پرداخت. مدیر امور اداری موظف به رسیدگی به امور اقتصادی لشکر و استخدام افراد جهت انجام فعالیت‌هایی چون نظارت بر کشاورزی و مسائل روزمره بود.